# Saint-Crépin-Ibouvillers
Saint-Crépin-Ibouvillers ist eine französische Gemeinde mit 1629 Einwohnern (Stand 1. Januar 2022) im Département Oise in der Region Hauts-de-France. Sie gehört zum Arrondissement Beauvais, zur Communauté de communes des Sablons und zum Kanton Chaumont-en-Vexin.

## Geographie
Die Gemeinde Saint-Crépin-Ibouvillers mit den Ortsteilen Le Clos des Princes, Ribeauville, Haillancourt, Marivaux und Montherlant liegt im Vexin français, rund sechs Kilometer nordwestlich von Méru und 18 Kilometer südlich von Beauvais. Sie wird im Osten im Wesentlichen von der Autoroute A16 begrenzt.

## Geschichte
Saint-Crépin gehörte zum Pays de Thelle
Mit Wirkung vom 1. Januar 2015 wurde die ehemalige Gemeinde Montherlant in die Gemeinde Saint-Crépin-Ibouvillers integriert.

### Bevölkerungsentwicklung
| Jahr                       | 1962 | 1968 | 1975 | 1982 | 1990 | 1999 | 2006 | 2021 |
| -------------------------- | ---- | ---- | ---- | ---- | ---- | ---- | ---- | ---- |
| Einwohner                  | 575  | 576  | 643  | 629  | 747  | 1038 | 1185 | 1586 |
| Quellen: Cassini und INSEE |      |      |      |      |      |      |      |      |

## Sehenswürdigkeiten
- Auf das 12. Jahrhundert zurückgehende Kirche Saint-Crépin et Saint-Crépinien, 1932 als Monument historique klassifiziert[1][2]
- Ferme de Marivaux aus dem 14. Jahrhundert
- Schloss von Marivaux

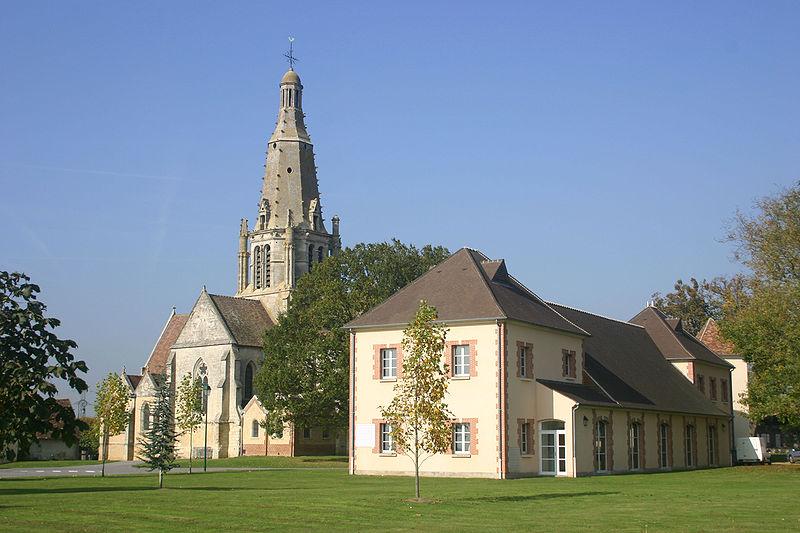
Kirche Saint-Crépin et Saint-Crépinien
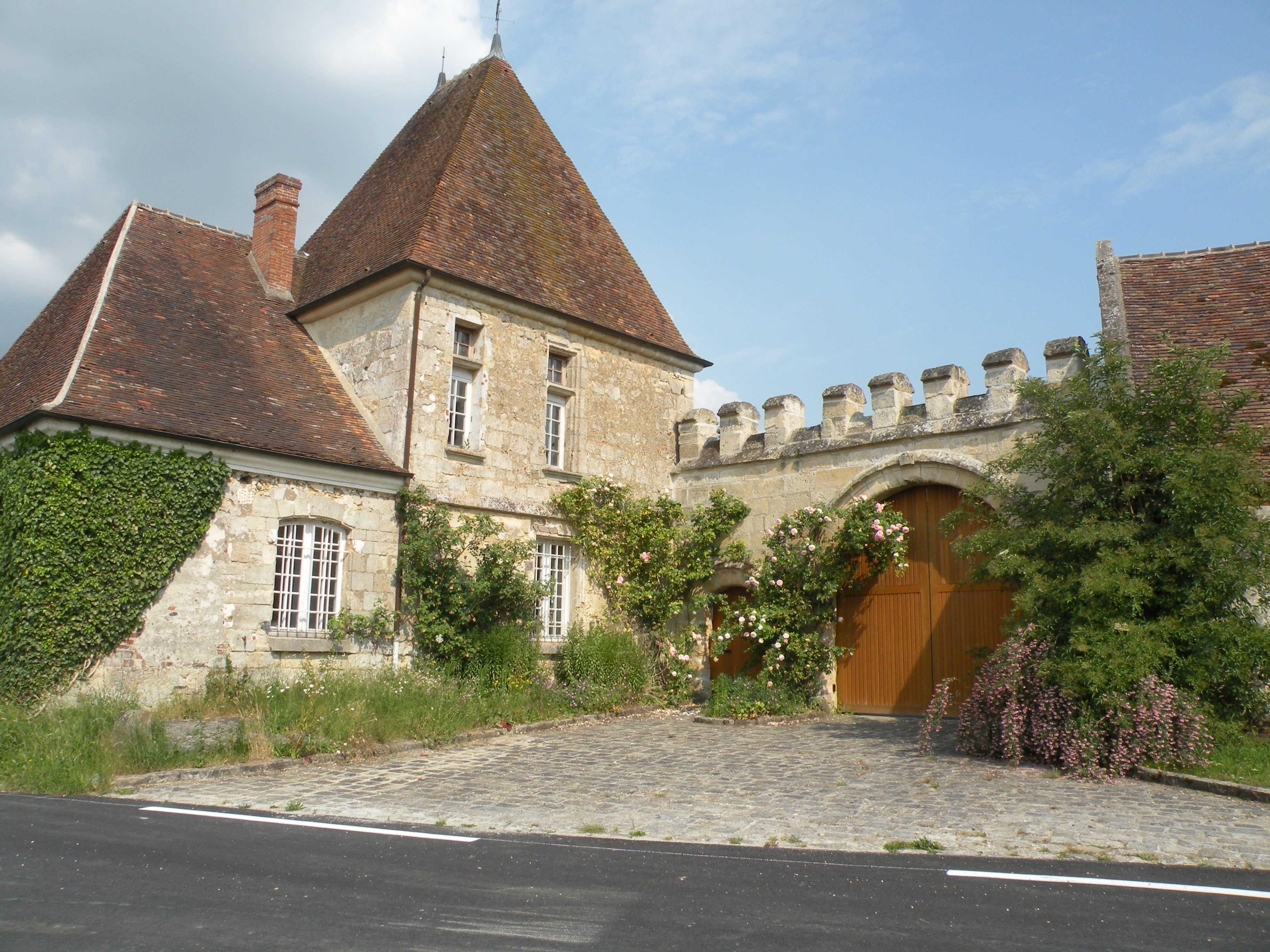
Ferme de Marivaux
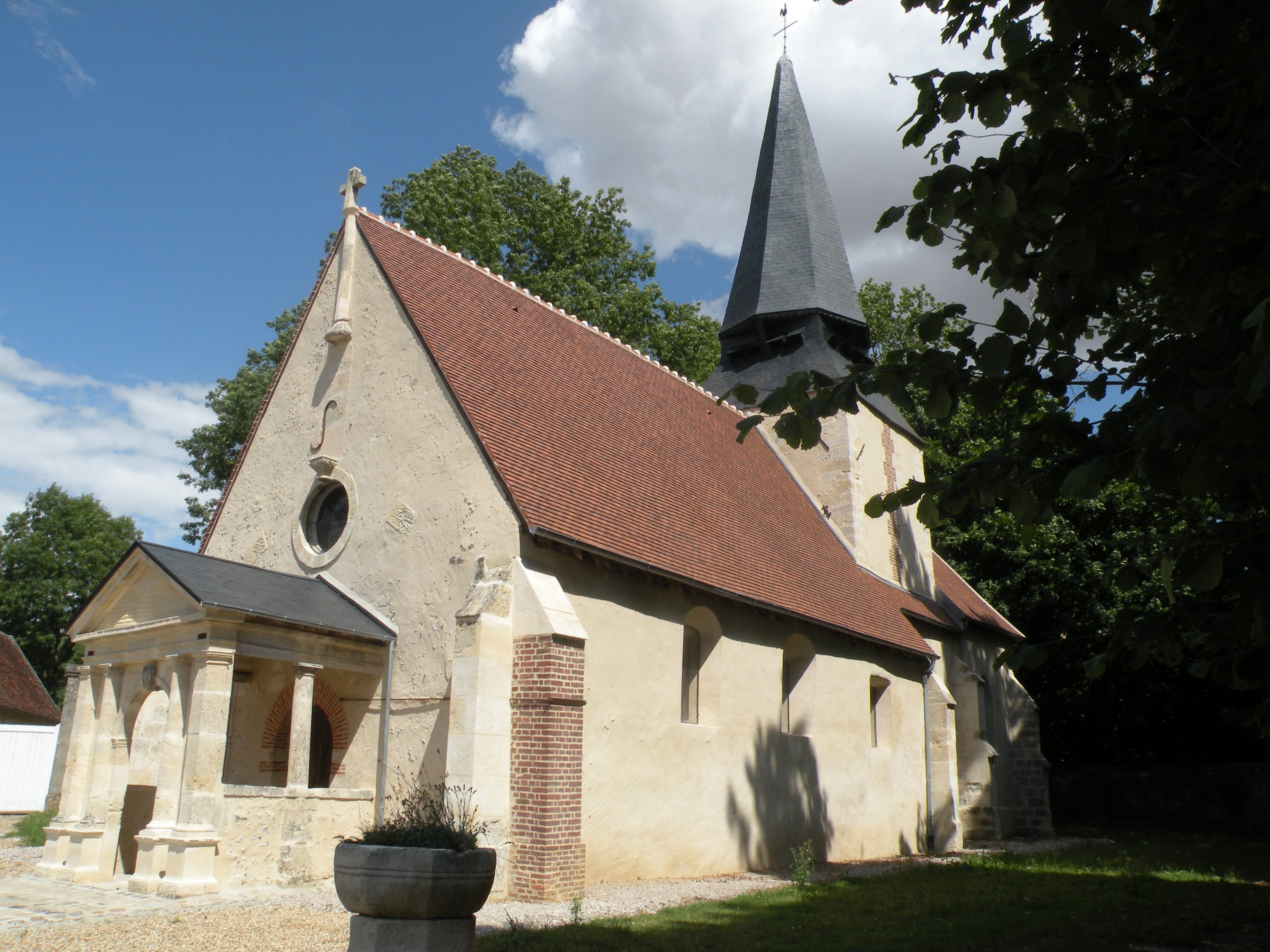
Himmelfahrtskirche im Ortsteil Montherlant
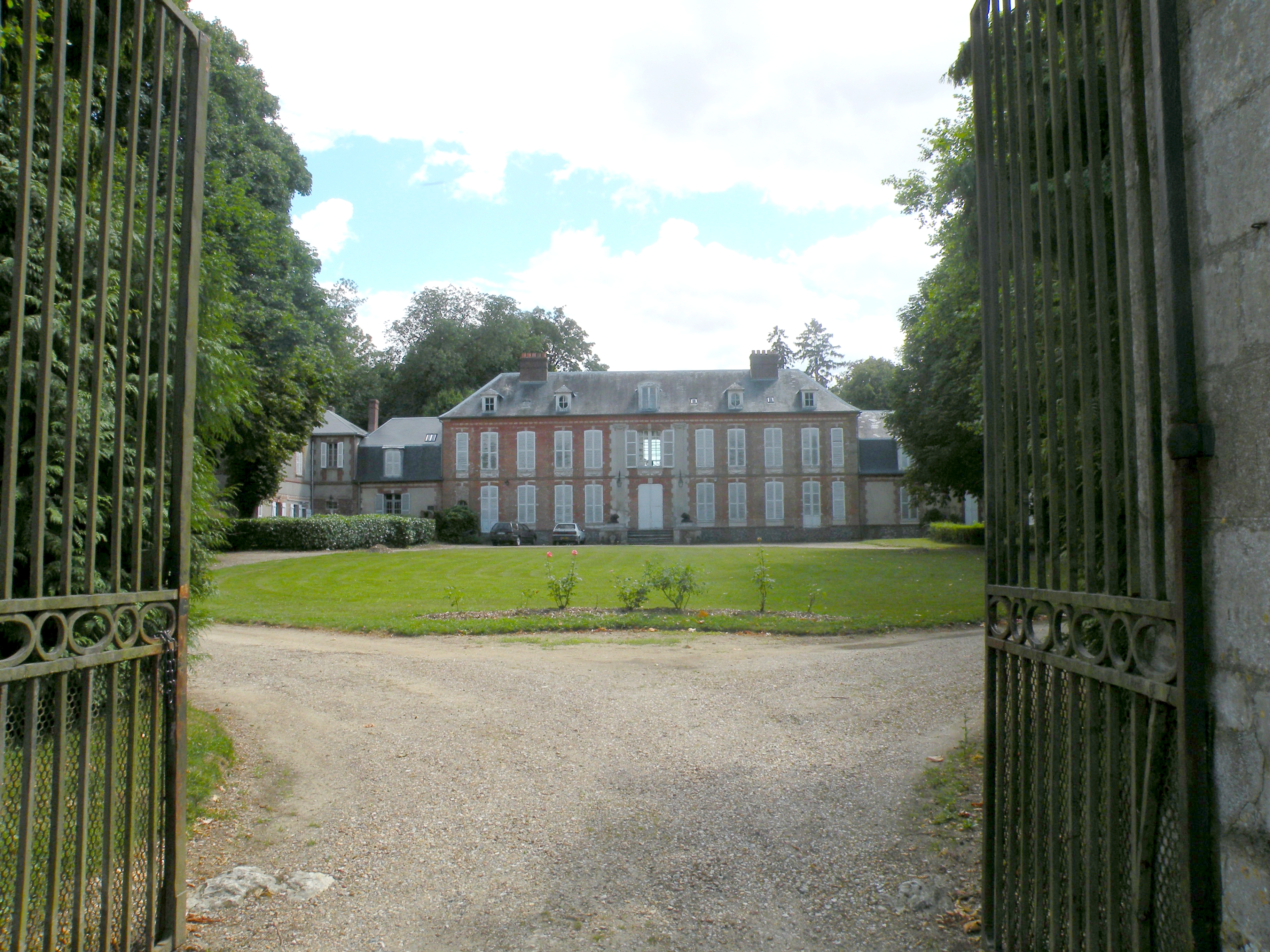
Schloss Montherlant